# Bardney Abbey

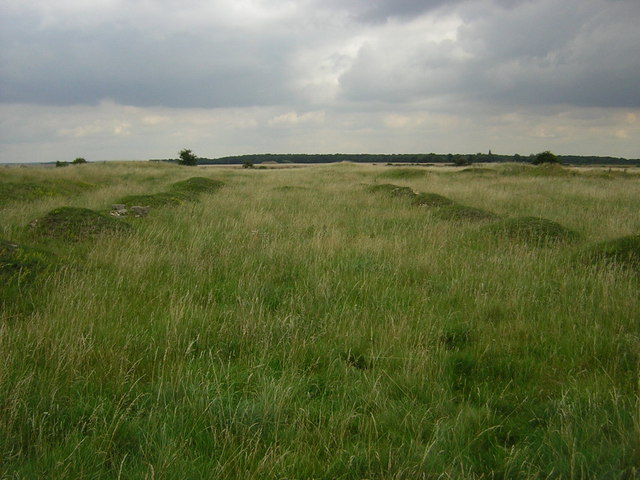
Reste des Kirchenschiffs von Bardney Abbey

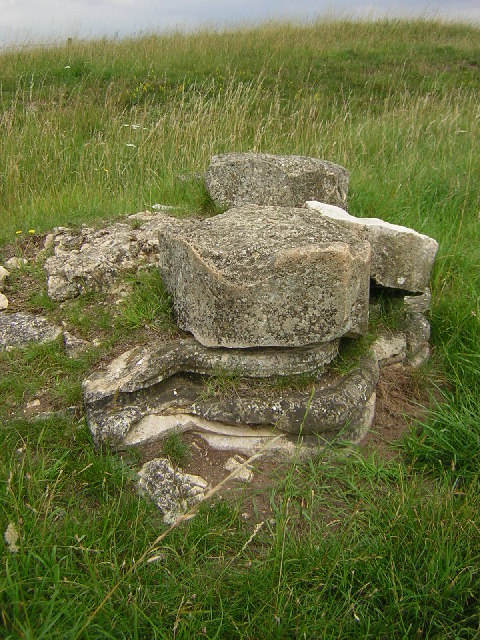
Reste einer Säulenbasis

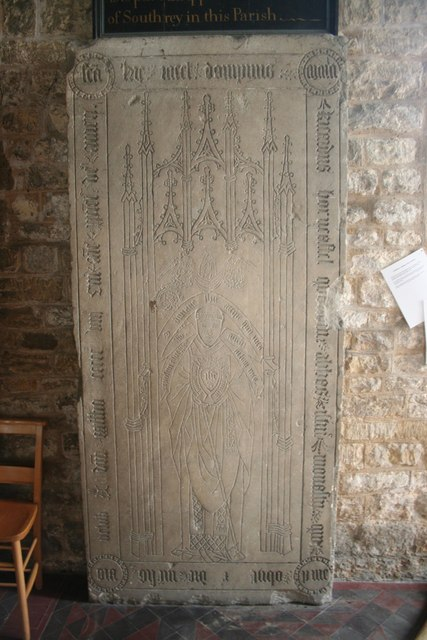
Grab des Abtes Richard Horncastle in der nahegelegenen St-Lawrence-Kirche in Bardney

Bardney Abbey in Lincolnshire, England, war eine im Jahr 697 von König  Æthelred von Mercia gegründete Benediktinerabtei, der auch der erste Abt wurde. Das Kloster wurde angeblich während eines dänischen Überfalls im Jahre 869 zerstört. 1087 wurde es von Gilbert de Gant, Lord of Folkingham, als Priorat neu gegründet, 1115 erlangte Bardney den Status einer Abtei.
1537 wurden sechs Mönche aus Bardney aufgrund ihrer Rolle im Lincolnshire Rising als Teil der Pilgrimage of Grace hingerichtet. Im Jahr darauf (1538) wurde die Abtei aufgelöst, ihr Besitz beschlagnahmt und dann Sir Robert Tirwhit gegeben. Tirwhit behielt das Quartier des Abtes als Haus und wandelte den Kreuzgang in einen Garten um. In späteren Jahren wurden das Quartier und der Garten zusammen mit dem Rest der ehemaligen Abtei zu Ruinen.
Ausgrabungen von 1909 bis 1914 enthüllten den Grundriss von Bardney Abbey. Dieser ist immer noch zu sehen, obwohl oberhalb der Grundmauern nichts blieb. Weitere Ausgrabungen fanden 2009 und 2011 statt. Einige Grabplatten und behauene Steine sind in der Pfarrkirche von Bardney zu sehen.

## Sankt Oswalds Gebeine
Beda Venerabilis berichtet, dass Königin Osthryth von Mercia eine besondere Beziehung zu Bardney (welches er Beardaneu nennt) hatte, und dass sie um 679 versuchte, die Knochen ihres Onkels Oswald von Northumbria dorthin umzubetten. Als die Leiche zum Kloster gebracht wurde, lehnten die Mönche sie jedoch ab, da sich das Kloster im Königreich Lindsey befand, das Oswald als König von Northumbria seinerzeit einmal erobert hatte. Die Relikte mussten draußen bleiben, aber in der Nacht erschien ein Licht und strahlte von seiner Bahre in den Himmel. Die Mönche erklärten dies zu einem Wunder, akzeptierten nun die Leiche und hängten die Purpur- und Goldfahne des Königs über das Grab. Sie sollen auch die großen Türen zum Kloster entfernt haben, damit ein solcher Fehler nicht noch einmal geschehen konnte.
Außer dem Licht wurden auch andere Ereignisse mit den Überresten von König Oswald verbunden.
- Die Knochen wurden vor dem Begräbnis gewaschen und der Boden, auf den das Wasser gegossen worden war, hatte angeblich große Heilkräfte.
- In einer anderen Geschichte von Beda hielt ein Junge mit Fieber am Grab Nachtwache und wurde geheilt.
- Kopf und Hände des Königs waren getrennt bestattet worden, da er im Kampf zerstückelt worden war – ein Teil des Pfahls, auf dem sein Kopf aufgespießt worden war, wurde später verwendet, um einen Mann in Irland zu heilen.

Im Jahr 909 wurden die Gebeine Oswalds als Antwort auf drohende Überfälle der Wikinger nach St Oswald’s Priory in Gloucester gebracht.

## Bestattungen
- Oswald von Northumbria
- Æthelred von Mercia
- Osthryth
- Gilbert de Gant, Lord of Folkingham
- Alice de Montfort-sur-Risle, seine Ehefrau
- Walter de Gant, deren Sohn, Vater von Gilbert de Gant, 1. Earl of Lincoln
- Mathilde de Penthièvre, Tochter von Étienne I. de Penthièvre, Ehefrau von Walter de Gant
- Alice de Gant, deren Tochter, Ehefrau von Roger de Mowbray